# Chiesa di San Martino (Ceregnano)

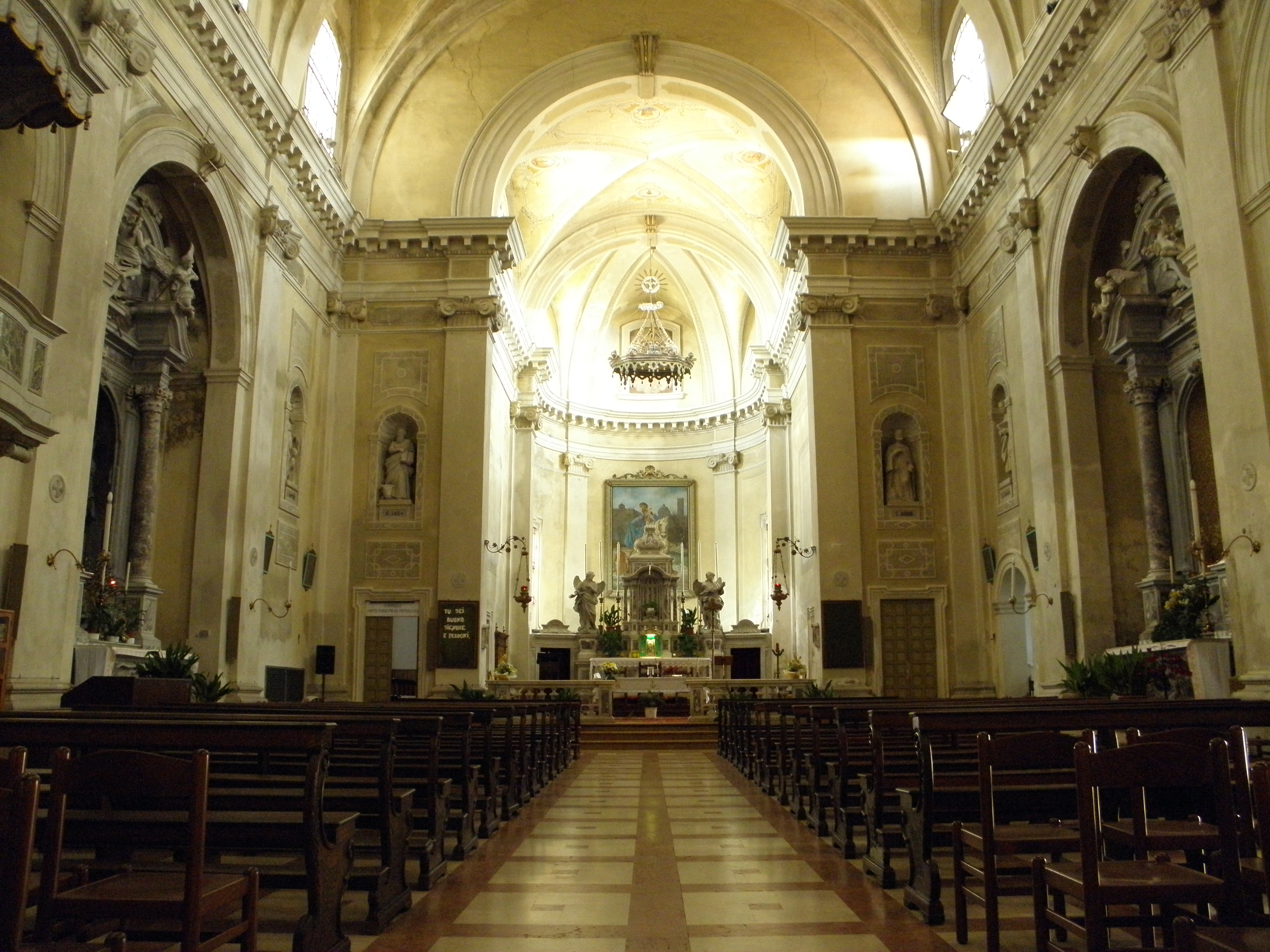
Vista dell'interno

La chiesa di San Martino Vescovo, citata anche più semplicemente come chiesa di San Martino, è una chiesa sita nel centro dell'abitato di Ceregnano, in provincia di Rovigo, nei pressi della palazzina municipale in piazza Marconi.
Edificata nella metà del XVIII secolo per sostituire il precedente edificio del quale si ha tracce fin dal XIII secolo (o di quello che lo sostituì), è, nella suddivisione territoriale della chiesa cattolica, collocata nel vicariato di Villadose, a sua volta parte della Diocesi di Adria-Rovigo, ed è sede parrocchiale.
La struttura a navata unica presenta una facciata a due ordini dall'aspetto allungato e terminante in un timpano, impreziosita da una lunetta posta sull'ordine superiore con l'immagine di un Cristo a mosaico e, in quello inferiore, da due statue in altrettante nicchie poste ai lati del portale, quella sinistra raffigurante San Bellino di Padova, patrono della Diocesi di Adria-Rovigo e quella destra raffigurante San Martino di Tours.